# Татароглу, Селим
Сели́м Татароглу (тур. Selim Tataroğlu, ранее — Зелимхан Магомадов; род. 24 апреля 1972, Чечено-Ингушская АССР) — чеченский, российский и турецкий (с 1993 года) дзюдоист, чемпион России в абсолютной весовой категории (1992), серебряный призёр чемпионата России в категории свыше 95 кг (1992), чемпион и призёр чемпионатов Европы, призёр чемпионатов мира.

## Спортивная биография
В связи со сложной обстановкой в Чеченской Республике в начале 1990-х годов переехал в Турцию, принял турецкое гражданство и имя Селим Татароглу. В 1996 году Селим дебютировал на летних Олимпийских играх в соревнованиях в категории свыше 95 кг. В первом же матче Селим уступил будущему серебряному призёру испанцу Эрнесто Пересу. В утешительном раунде турецкий спортсмен уступил немцу Франку Мёллеру и занял итоговое 13-е место.
На летних Олимпийских играх 2000 года в Сиднее Селим смог добраться до четвертьфинала, где уступил будущему чемпиону французу Давиду Дуйе. В утешительном турнире Татароглу последовательно победил бельгийца Гарри ван Барневельд и испанца Эрнесто Переса, но в матче за 3-е место Селим уступил россиянину Тамерлану Тменову.
В 2004 году на летних Олимпийских играх в Афинах в соревнованиях в категории свыше 100 кг Селим во втором раунде уступил иранцу Махмуду Мирану. В утешительном турнире Татароглу прошёл два раунда, но в полуфинале проиграл эстонцу Индреку Пертельсону и занял итоговое 7-е место.

## Семья
Сын Ибрахим Татароглу также является дзюдоистом. Он был участником летней Олимпиады 2024 года в Париже.

## Достижения
- Чемпион Европы 1992 года среди юниоров в Иерусалиме.
- 4-кратный чемпион Европы:
  - 1997, Остенде, +95 кг;
  - 1998, Овьедо, абсолютное первенство;
  - 1999, Братислава, абсолютное первенство;
  - 2004, Бухарест, +100 кг;
- 3-кратный серебряный призёр чемпионатов Европы:
  - 1996, Гаага, абсолютное первенство;
  - 2000, Вроцлав, абсолютное первенство;
  - 2004, финал Кубка Европы, Абенсберг, +100 кг;
- 8-кратный бронзовый призёр чемпионатов Европы:
  - 1993, командное первенство, Франкфурт-на-Майне, +95 кг;
  - 1994, Гданьск, +95 кг;
  - 1996, Гаага, +95 кг;
  - 1997, Остенде, абсолютное первенство;
  - 1998, Овьедо, +100 кг;
  - 1999, Братислава, +100 кг;
  - 2001, Париж, +100 кг;
  - 2004, командное первенство, Париж, +100 кг;
- 2-кратный серебряный призёр чемпионатов мира:
  - 1999, Бирмингем, абсолютная категория;
  - 2001, Мюнхен, +100 кг;
- 2-кратный бронзовый призёр чемпионатов мира:
  - 1995, Токио, абсолютная категория;
  - 1999, Бирмингем, +100 кг;
- Чемпион Средиземноморских игр 2005 года в Альмерии (Испания);

| Год  | Место    | Результат |
| ---- | -------- | --------- |
| 1991 | Мюнхен   | 1 место   |
| 1996 | Мюнхен   | 3 место   |
| 1996 | Прага    | 3 место   |
| 1996 | Париж    | 3 место   |
| 1998 | Леондинг | 1 место   |
| 1999 | Будапешт | 2 место   |
| 2000 | Прага    | 3 место   |
| 2004 | Минск    | 5 место   |
| 2004 | Прага    | 3 место   |